# Danakilská proláklina

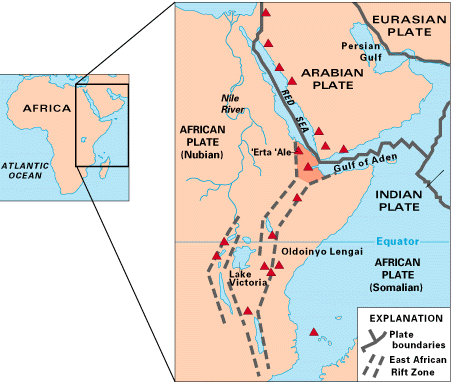
Afarská pánev s Danakilskou proláklinou

Danakilská proláklina tvoří severní část Afarské pánve (či také Afarského trojúhelníku), geomorfologického jevu, jehož příčinou je přítomnost tří tektonických desek v oblasti Afrického rohu. Danakilská proláklina se rozkládá v Afarsku nedaleko etiopsko–eritrejských hranic. Poté co zde americký paleoantropolog Donald Johanson spolu se svými kolegy nalezl v roce 1974 kosterní pozůstatky australopitéka afarského, známého jako Lucy, staré 3,2 milionu let, začala být tato oblast nazývána kolébkou hominidů.
Danakilská proláklina je místem, kde byly naměřeny nejvyšší průměrné roční teploty na zeměkouli. Je to také jedno z nejníže položených míst na naší planetě (100 m pod hladinou moře), které je většinu roku beze srážek. Právě zde vysychá řeka Awaš v řetězci propojených slaných jezer, takže nikdy nedosáhne Indického oceánu.

## Sopečná činnost
Západněji položenou a starší ze dvou sopek na jihu prolákliny je neaktivní Mount Ayalu. Zato druhá sopka, Erta Ale, je nejaktivnější sopkou Etiopie, s jedním, někdy i dvěma aktivními lávovými jezery na vrcholu. V oblasti se nacházejí i termální sirné prameny u Dallolu. Toto vlhké prostředí v proláklině zkoumají vědci v souvislosti se snahou porozumět vzniku života na jiných planetách a oběžnicích. Jakékoli mikroorganismy, jež zde případně žijí, budou dozajista extrémofilní, a proto budou zajímat astrobiology.